# 飛島ジャンクション

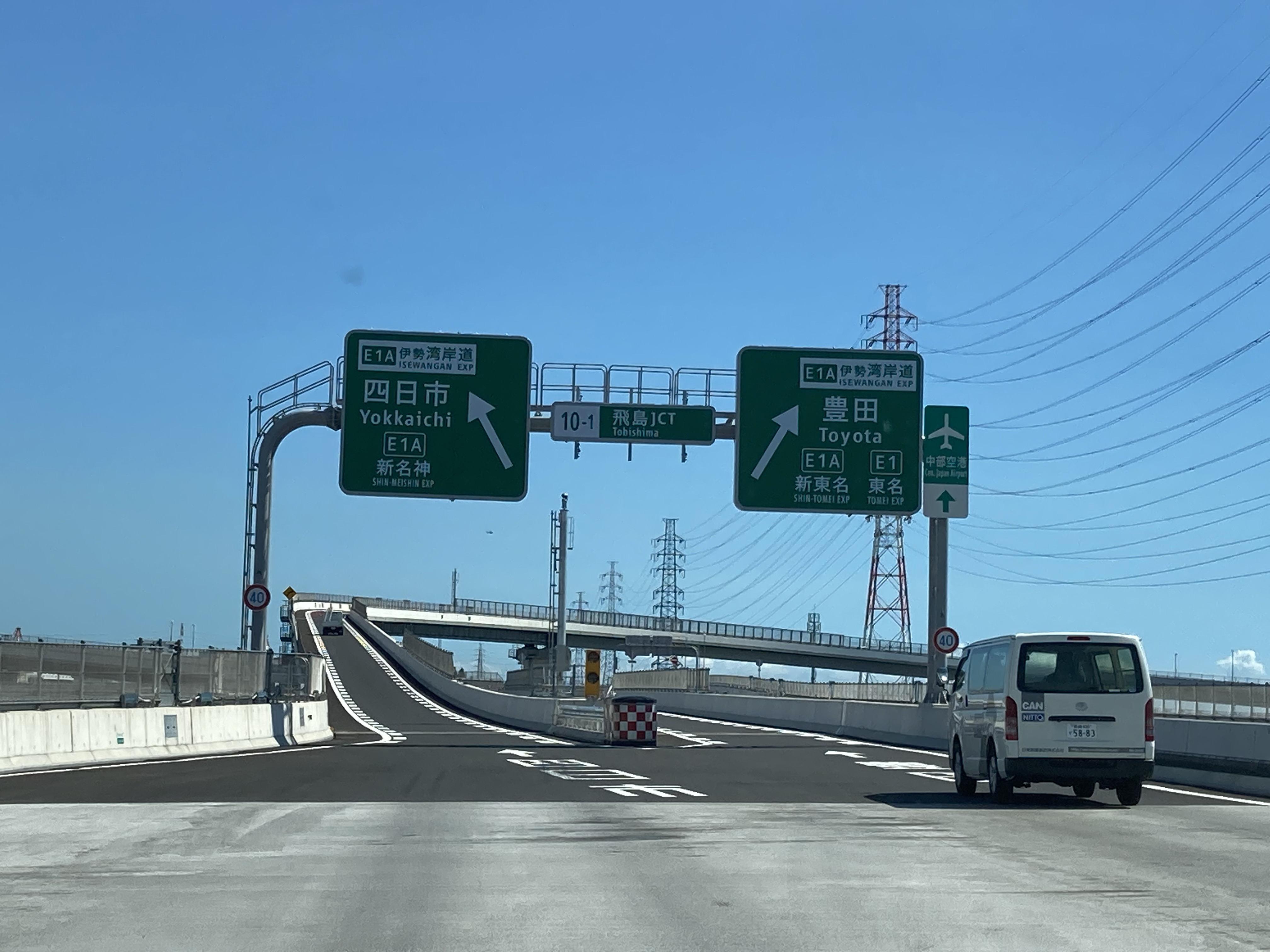
名二環からの分岐

飛島ジャンクション（とびしまジャンクション）は、愛知県海部郡飛島村木場にある伊勢湾岸自動車道（新名神高速道路）と名古屋第二環状自動車道を結ぶジャンクション (JCT) である。

## 概要
名古屋第二環状自動車道（名二環）の名古屋西JCT - 飛島JCT間 開通に合わせて供用開始した。
飛島ICが併設されており、こちらは1985年（昭和60年）3月20日から運用を始めている。
飛島ICと本JCTとの相互利用はできない。名二環からJCTを経由して流入した車両が次に出入り可能なICは四日市方面は湾岸弥富IC、豊田方面は名港中央ICとなる。また他のジャンクションとは構造が異なり、名二環方面から見て右側車線が豊田方面、左側車線が四日市方面にそれぞれ分岐する形となる（左右の車線がそのままの方向ではなく逆方向に分岐する）ため進路に注意が必要である（このような構造は他に宍粟JCTが該当する）。
本JCTの名二環側には飛島本線料金所がある。
本JCTから名二環全線の高速料金は大都市近郊区間の料金水準である。また、本JCTに併設されている飛島ICから東海ICまでの区間は伊勢湾岸道路（一般有料道路）であり、高速自動車国道の普通区間や大都市近郊区間に比べて利用距離あたりの通行料金が割高となる。

## 歴史
- 2021年（令和3年）
  - 2月26日 : JCT名称が「飛島JCT」に正式決定[1]。
  - 5月1日 : 名古屋第二環状自動車道名古屋西JCT - 飛島JCT間開通に伴い、供用開始[1][2]。

## 隣
E1A 伊勢湾岸自動車道
(9) 名港中央IC - (10-1) 飛島JCT / (10) 飛島IC  - (11) 湾岸弥富IC
C2 名古屋第二環状自動車道
(27) 飛島北IC - （飛島TB） - (10-1) 飛島JCT